# Albert Walkenbach
Albert Peter Walkenbach SAC (* 6. April 1914 in Altenkirchen (Westerwald); † 10. Mai 1985) war ein deutscher Theologe.

## Leben
Die Erstprofess legte er am 1. Mai 1938 ab. 1940 wurde er zum Heeresdienst einberufen. Nach dem Krieg studierte er ein Jahr an der nach Vallendar verlegten Hochschule. Am 13. Juli 1947 wurde er zum Priester geweiht. 1951 wurde er an der Pontificia Universitas Gregoriana zum Dr. theol. promoviert. 1952 erwarb er am Angelicum bei Louis-Bertrand Gillon einen zweiten theologischen Doktorgrad. Von 1956 bis zur Emeritierung 1982 lehrte als ordentlicher Professor für Moraltheologie, Aszetik und Mystik an der PTHV, die als Rektor (1959–1965/1976–1980) leitete. Während seiner zweiten Amtszeit fruchteten 1979 seine langjährigen Bemühungen um kirchliche und staatliche Anerkennung der Hochschule.

## Schriften (Auswahl)
- Der unendliche Gott und das „Nichts und Sünde“. Die Spiritualität Vinzenz Pallottis nach seinen Tagebuchaufzeichnungen. Limburg 1953, OCLC 902057966
- Der Glaube bei Karl Barth. Dargestellt im Lichte seiner kirchlichen Dogmatik. Limburg 1955, OCLC 631188407